# Ван-Бюрен (переписна місцевість, Мен)
Ван-Бюрен (англ. Van Buren) — переписна місцевість (CDP) в США, в окрузі Арустук штату Мен. Населення — 1809 осіб (2020).

## Географія
Ван-Бюрен розташований за координатами 47°10′4″ пн. ш. 67°57′0″ зх. д. / 47.16778° пн. ш. 67.95000° зх. д. (47.167916, -67.950080).  За даними Бюро перепису населення США в 2010 році переписна місцевість мала площу 11,53 км², з яких 10,85 км² — суходіл та 0,68 км² — водойми.

## Демографія
Згідно з переписом 2010 року, у переписній місцевості мешкало 1937 осіб у 937 домогосподарствах у складі 530 родин. Густота населення становила 168 осіб/км².  Було 1061 помешкання (92/км²).
Расовий склад населення:
| - 96,9 % — білих - 0,4 % — корінних американців - 0,3 % — чорних або афроамериканців - 0,1 % — азіатів |

До двох чи більше рас належало 2,1 %. Частка іспаномовних становила 0,7 % від усіх жителів.
За віковим діапазоном населення розподілялося таким чином: 15,2 % — особи молодші 18 років, 59,3 % — особи у віці 18—64 років, 25,5 % — особи у віці 65 років та старші. Медіана віку мешканця становила 52,1 року. На 100 осіб жіночої статі у переписній місцевості припадало 91,8 чоловіків;  на 100 жінок у віці від 18 років та старших — 88,7 чоловіків також старших 18 років.
Середній дохід на одне домашнє господарство  становив 40 039 доларів США (медіана — 23 266), а середній дохід на одну сім'ю — 49 864 долари (медіана — 29 844). Медіана доходів становила 43 333 долари для чоловіків та 36 339 доларів для жінок. За межею бідності перебувало 34,7 % осіб, у тому числі 61,9 % дітей у віці до 18 років та 20,4 % осіб у віці 65 років та старших.
Цивільне працевлаштоване населення становило 589 осіб. Основні галузі зайнятості: освіта, охорона здоров'я та соціальна допомога — 37,4 %, роздрібна торгівля — 13,2 %, науковці, спеціалісти, менеджери — 9,5 %, будівництво — 8,3 %.